# Den Øverste Folkeforsamling
Den Øverste Folkeforsamling (koreansk: 최고 인민 회의) er den højeste beslutningstagende og lovgivende forsamling i Nordkorea. Det består af ét kammer og har 687 medlemmer, der vælges for fem år ad gangen. 
Den nordkoreanske grundlov anerkender Koreas Arbejderparti Som landets ledende parti, og dette partis leder, Kim Jong-un, er landets formelle leder i en formel koalition med de to øvrige, tilladte partier, Koreas Socialdemokratiske Parti og Det Chondoistiske Chonguparti.
Skønt Den øverste folkeforsamling formelt set er beslutningstagende og lovgivende, overlades dette i praksis ofte til forsamlingens Præsidium.
39°01′43″N 125°44′59″Ø / 39.028611111111°N 125.74972222222°Ø